# Tanymecus palliatus
Espèce
Tanymecus palliatus  (le charançon de la betterave) est une espèce d'insectes coléoptères de la famille des Curculionidae, originaire d'Eurasie.
C'est un insecte phytophage très polyphage, considéré comme un ravageur des cultures, en particulier de betterave, de tournesol et de soja.

## Synonymes
Selon PESI :
- Curculio palliatus Fabricius, 1787
- Curculio canescens Herbst, 1795
- Curculio diffinis Marsham, 1802
- Curculio glis Rossi, 1794
- Curculio graminicola Olivier, 1807
- Peritelus necessarius Mocquerys, 1874
- Tanymecus (Tanymecus) angustulus Fairmaire, 1879
- Tanymecus (Tanymecus) revelieri Tournier, 1874
- Tanymecus (Tanymecus) sareptanus Desbrochers, 1871
- Tanymecus (Tanymecus) setulosus Chevrolat, 1879

## Distribution
L'aire de répartition de Tanymecus palliatus comprend une grande partie de l'Europe (notamment Europe centrale et orientale) et de la Russie, y compris dans sa partie asiatique notamment la région du Caucase et la Sibérie jusqu'à l'Altaï).